# Vílanec
Vílanec är en ort i Tjeckien.   Den ligger i regionen Vysočina, i den centrala delen av landet, 120 km sydost om huvudstaden Prag. Vílanec ligger 538 meter över havet och antalet invånare är 293.
Terrängen runt Vílanec är platt.Runt Vílanec är det ganska glesbefolkat, med 39 invånare per kvadratkilometer. Närmaste större samhälle är Jihlava, 6,9 km norr om Vílanec. I omgivningarna runt Vílanec växer i huvudsak blandskog.